# Conquista omayyade del Maghreb
La conquista omayyade del Maghreb continuò il secolo della rapida espansione araba e musulmana che seguì la morte di Maometto avvenuta nel 632. Nel 640 gli Arabi controllavano la Mesopotamia, avevano invaso l'Armenia, e avevano appena concluso la conquista militare della Siria bizantina, che faceva parte dello stato romano da più di sette secoli. Damasco era la capitale del califfato, e alla fine del 641 tutto l'Egitto era in mano araba. Nel 642, con l'annichilimento di ciò che restava dell'esercito persiano sasanide nella Battaglia di Nihawānd (Nehawand), la conquista della Persia sasanide era essenzialmente conclusa.
Fu a questo punto che gli Arabi decisero di inviare spedizioni militari nelle regioni occidentali del Nordafrica, che erano in mano bizantina, attaccando l'esarcato d'Africa. La prima spedizione partì dall'Egitto, e la guerra che ne seguì durò per anni, terminando con un'ulteriore espansione del dominio dell'Islam. Nel 644, a Damasco Uthman ibn Affan succedeva ad Omar ibn al-Khattab. Durante i dodici anni del suo regno Armenia, Cipro, e l'intero Iran sarebbero diventati province del nascente impero islamico; Afghanistan e Nord Africa avrebbero subito ripetute invasioni; infine, le scorrerie marinaresche avrebbero interessato il Mediterraneo da Rodi alla penisola iberica, oltre a sconfiggere la flotta bizantina nella sua parte più orientale.

## Le fonti per una storia dell'invasione
Nel leggere i resoconti che seguono occorre tener presente che non esistono fonti contemporanee alla conquista, in particolare degli eventi che accaddero al di fuori dell'Egitto. I resoconti più antichi che ci sono pervenuti sono di Ibn Abd al-Hakam, al-Baladhuri e Ibn Khayyāt, tutti risalenti al IX secolo, cioè 200 anni dopo l'inizio delle invasioni, e non sono particolarmente dettagliati. Per il più ricco di informazioni, la  Storia della conquista d'Egitto, Nord Africa e Spagna, di Ibn ʿAbd al-Hākam, Brunschvig ha efficacemente dimostrato che più che per motivi storici esso fu scritto per illustrare la scuola malikita, tanto che alcuni degli eventi descritti non hanno probabilmente realtà storica. A partire dell'XI secolo, i sapienti di Qayrawan redassero una nuova storia dell'invasione, completata da al-Raqiq. Essa fu interamente riportata, talvolta con interpolazioni, da autori più tardi, diventando definitiva intorno al XIV secolo con autori come Ibn Idhari, Ibn Khaldun e al-Nuwayri. Differisce dalle prime versioni non solo per la maggiore accuratezza, ma anche in quanto fornisce resoconti conflittuali degli eventi. Si tratta comunque della fonte più conosciuta, e viene perciò riportata in appresso, malgrado la perdurante controversia sulla qualità delle differenti versioni. Per maggiori informazioni, si vedano i lavori citati di Brunschvig, Modéran and Benabbès, tutti fautori delle prime versioni, e Siraj, che viceversa sostiene le più tarde.

## Prima invasione
La prima invasione dell'Africa bizantina venne lanciata nel 647. Partito da Medina, Arabia, l'esercito arabo di 20 000 soldati venne raggiunto a Menfi, Egitto, da altri 20 000 soldati e condotto nel bizantino Esarcato d'Africa da Abd Allah ibn Sa'd. La Tripolitania (odierna Libia occidentale) fu occupata. Il Conte Gregorio, il governatore locale bizantino, si era reso indipendente dall'Impero bizantino in Nord Africa, riunì le sue truppe e tentò di opporsi all'invasione araba ma venne sconfitto nella battaglia di Sufetula, una città a 150 miglia a sud di Cartagine. Con la morte di Gregorio il resto del Nord Africa si arrese agli Arabi, accettò di pagare tributi, e divenne stato vassallo dei musulmani. L'esercito arabo ritornò in Egitto nel 648. La campagna era durata solo quindici mesi.
Tutte le guerre di conquista musulmane vennero tuttavia interrotte da una guerra civile tra fazioni arabe rivali che causò l'assassinio del Califfo Uthman ibn Affan nel 656. Egli venne sostituito da ʿAli b. Abī Ṭālib, che venne a sua volta ucciso nel 661. Con l'assassinio di ʿAli b. Abī Ṭālib, finisce il califfato elettivo e iniziò la dinastia omayyade; il Califfo Muʿāwiya cominciò a consolidare l'impero dal lago Aral all'Egitto. Nominò un governatore in Egitto a al-Fustat, creando in tal modo un secondo centro di potere che avrebbe espresso il suo peso nei successivi due secoli. In seguito lanciò ulteriori guerre di conquista, effettuando incursioni in Sicilia e attaccando l'Anatolia nel 663. Nel 664 Kabul (nella regione che poi costituirà l'Afghanistan), cadde in mano araba.

## Seconda invasione
In seguito tra il 665 e il 689 venne combattuta una nuova guerra in Nordafrica.
Iniziò, secondo Will Durant, per proteggere l'Egitto "da un attacco da parte della bizantina Cirene". Così "un esercito di 40 000 musulmani avanzò attraverso il deserto verso Barca, la prese, e si diresse nelle vicinanze di Cartagine." Nel corso dell'avanzata un esercito di 30 000 Bizantini venne sconfitto.
In seguito arrivò in Africa un esercito di 10 000 Arabi condotto dal generale arabo ʿUqba b. Nāfiʿ e accresciuto da migliaia di altri soldati. Partendo da Damasco, l'esercito arrivò in Nordafrica e nel 670 la città di Qayrawan (a circa 160 chilometri a sud della moderna Tunisi) venne scelta come rifugio e base per ulteriori operazioni. Sarebbe poi diventata la capitale della provincia islamica d'Ifriqiya, che si sarebbe estesa sulle regioni costiere delle odierne Libia, Tunisia e Algeria occidentale.
In seguito, come racconta Edward Gibbon, il temerario generale "si diresse nel cuore del paese, attraversò il deserto - in cui in futuro sarebbero state erette le città di Fez e di Marrakesh - e penetrarono fino alle sponde dell'Atlantico e ai confini col grande deserto". Nella sua conquista del Maghreb (Nordafrica occidentale) prese la città costiera di Bugia così come Tingi, che sarebbe diventata Tangeri, impadronendosi così di quella che era stata la provincia romana di Mauretania Tingitana.
Ma qui venne fermato e parzialmente respinto. Luis Garcia de Valdeavellano scrive:
Ma, come scrive Gibbon di ʿUqba, "questo Alessandro maomettano, che ambiva a nuovi mondi, non fu capace di preservare le sue recenti conquiste per la generale defezione dei sudditi greci e africani, finendo con l'essere richiamato dalle sponde dell'Atlantico". Le sue forze vennero mandate a sedare una rivolta. Ma in una battaglia venne circondato dagli insorti e ucciso.
In seguito, aggiunge Gibbon, "il terzo generale o governatore d'Africa, Zubayr, si volle vendicare e incontrò il fato del suo predecessore. Sconfisse gli indigeni in molte battaglie ma venne definitivamente sconfitto da un potente esercito, che Costantinopoli aveva mandato a difesa di Cartagine."
Nel frattempo, una nuova guerra civile era scoppiata in Arabia e Siria. Causò la rapida successione di quattro califfi in cinque anni (dalla morte di Muʿāwiya nel 680 fino all'ascesa al trono di ʿAbd al-Malik nel 685) e terminò solo nel 692 con la morte dell'anti-califfo suo avversario: ʿAbd Allāh ibn al-Zubayr

## Terza invasione
La fine della guerra civile permise al califfo di riprendere la guerra di conquista del Nord Africa che ricominciò con la riconquista di Ifriqiya. Gibbon scrive:
Ma l'Impero Bizantino rispose inviando da Costantinopoli nuove truppe in Africa, a cui si aggregarono soldati e navi provenienti dalla Sicilia e un potente contingente di Visigoti provenienti dalla Spagna. Essi costrinsero l'esercito arabo a ritirarsi a Qayrawan. Allora, scrive Gibbon, "i Cristiani sbarcarono, e i Cartaginesi inneggiarono alle insegne della croce, ma l'inverno venne scioccamente sprecato in un sogno di vittoria e riconquista".
La primavera successiva, tuttavia, gli Arabi lanciarono un assalto per terra e per mare, costringendo i Bizantini e i loro alleati a evacuare Cartagine. La città venne incendiata, e l'area dove sorgeva Cartagine rimase disabitata per i successivi due secoli. Un'altra battaglia fu combattuta presso Utica e gli Arabi furono ancora vittoriosi, costringendo i Bizantini a lasciare quella parte di Africa per sempre.
Poco dopo però scoppiò una ribellione berbera contro gli Arabi. Gibbon - nel suo tipico stile alquanto viziato da una visione orientalista - scrive:
Cinque anni passarono prima che Hassan ricevesse truppe fresche dal califfo. Nel frattempo la popolazione delle città del Nord Africa non ne poteva più dei saccheggi dei Berberi. Per questo Hassan venne accolto come un liberatore al suo ritorno. Gibbon scrisse che "gli amanti d'una società civile cospirarono contro i selvaggi e la profetessa (Kahina) di quei territori fu uccisa nel primo scontro armato".
Nel 698 gli Arabi avevano strappato la maggior parte del Nord Africa ai Bizantini. L'area venne divisa in tre province: l'Egitto con il suo governatore ad al-Fustat, l'Ifriqiya con il suo governatore a Qayrawan e il Maghreb al-Aqsa (moderno Marocco) con il suo governatore a Fez.
Musa ibn Nusayr, un valoroso generale yemenita, fu creato governatore dell'Ifriqiya e gli venne affidato il compito di sedare una rinnovata ribellione berbera e di diffondere il messaggio dell'Islam. Musa e i suoi due figli riuscirono nell'impresa, catturando 300 000 prigionieri, 60 000 dei quali furono la quota inviata al califfo. Questi vennero venduti come schiavi e i proventi delle vendite finirono nelle casse dello Stato. Altri 30 000 prigionieri vennero costretti a arruolarsi nell'esercito arabo.
Musa, per affrontare la flotta bizantina, costruì una sua flotta che riuscì nell'impresa di conquistare le isole di Ibiza, Maiorca e Minorca. Avanzando nel Maghreb, le sue truppe presero Algeri nel 700.

## Completamento della conquista
Nel 709 tutto il Nord Africa era sotto il controllo del Califfato arabo, con l'unica possibile eccezione di Ceuta, sul versante africano delle Colonne d'Ercole. Afferma infatti Gibbon: "A quell'epoca come oggi, i Re di Spagna possedevano la fortezza di Ceuta (...) Musa, al culmine del suo trionfo, venne comunque respinto da quelle mura, per il coraggio e la sagacia del Conte Giuliano, il generale dei Goti".
Altri storici, però, assumono invece che Ceuta rappresentasse l'ultimo avamposto bizantino in Africa, e che Giuliano, che gli arabi chiamavano Ilyan, fosse un esarca bizantino, o forse un governatore. Valdeavellano offre un'altra interpretazione: "come appare più verosimile, egli poteva essere un berbero a capo della tribù cattolica di Gomera". In ogni caso, essendo un abile diplomatico addentro alla politica di Berberi, Arabi, e Visigoti, Giuliano potrebbe essersi arreso a Musa in modi tali da poter conservare il suo titolo. A quell'epoca, la popolazione di Ceuta comprendeva molti rifugiati visigoti, a causa di una guerra civile scoppiata in Hispania. Tra essi vi erano la famiglia e i seguaci del precedente re, Witiza, oltre a cristiani ariani in fuga dalle conversioni forzate alla Chiesa visigota, cattolica, ed ebrei scampati alle persecuzioni. Forse furono proprio costoro, per tramite del conte Giuliano, a fare appello ai musulmani per rovesciare Roderico, il nuovo re dei Visigoti. Per Gibbon, infatti, Musa ricevette un inatteso messaggio da Giuliano, "che offriva il suo posto, sé stesso e la sua spada" al capo musulmano in cambio del suo aiuto nella guerra civile visigota. Sebbene quelle di Giuliano "fossero tenimenti vasti, e i suoi seguaci arditi e numerosi", costui "aveva poco da sperare e molto da temere dal nuovo regno". 
Soprattutto, era troppo debole per contrastare da solo Roderico. Perciò, cercò l'aiuto di Musa. Per costui, Giuliano. "grazie al suo potere in Mauritania e al-Andalus, possedeva le chiavi del regno di Spagna". Così, il generale musulmano ordinò diversi raid contro le coste meridionali della penisola iberica nel corso del 710. Nella primavera dello stesso anno, Tariq ibn Ziyad, uno schiavo berbero liberato divenuto generale musulmano, aveva conquistato Tangeri. Venne quindi nominato da Musa governatore della città, e rafforzato con un esercito di 1700 uomini. L'anno successivo, 711, Musa lo inviò ad invadere l'Hispania. Partito da Ceuta su naviglio fornitogli dal Conte Giuliano, Tariq piombò sulla penisola, sconfiggendo Roderico e conquistando la sua capitale, Toledo. Insieme ai suoi alleati, Tariq prese anche Cordova, Écija, Granada, Malaga, Siviglia, e altre città. Facendo questo, più che prendere partito nella guerra visigota Tariq stava conquistando l'Iberia per l'Islam. A maggior ragione, chiariva al di là di ogni dubbio che Ceuta, l'ultima fortezza cristiana in Africa, faceva ormai parte dell'Impero Arabo. Così, la conquista islamica della penisola iberica portava a compimento la conquista islamica del Nord Africa.